# 앙키타 로칸데
앙키타 로칸데(힌디어: अंकिता लोखंडे, 1984년 12월 19일 ~ )는 인도의 배우이다.